# Morsø
Morsø is een gemeente in de Deense regio Nordjylland (Noord-Jutland) en telde 20.665 inwoners (2017). Morsø is bij de herindeling van 2007 niet samengevoegd maar bleef een zelfstandige gemeente.
De gemeente omvat de eilanden Mors en Agerø. Zetel van de gemeente is in de plaats Nykøbing Mors.

## Plaatsen in de gemeente
- Erslev
- Øster Jølby
- Karby
- Frøslev
- Vils
- Redsted
- Øster Assels
- Sejerslev
- Tødsø
- Sundby
- Bjergby
- Nykøbing Mors
- Vodstrup
- Lødderup

Aalborg · Brønderslev · Frederikshavn · Hjørring · Jammerbugt · Læsø · Mariagerfjord · Morsø · Rebild · Thisted · Vesthimmerland
- International Standard Name Identifier: 0000 0004 0379 0941